# Операція «Меню»
Операція «Меню» (англ. «Menu») — кодова назва таємних бомбардувань авіацією США території Камбоджі (1969—1970) в ході В'єтнамської війни.

## Передумови
Докладніше Громадянська війна в Камбоджі
У 1953 році Камбоджа отримала незалежність від Франції. Згідно з Женевським договором 1954 року, що завершив колоніальну війну Франції в Індокитаї, Камбоджа проголошувалася нейтральною країною. Правителем королівства став принц Нородом Сіанук, що спочатку користувався великою популярністю серед населення. Він був переконаний, що домінуючою силою в Південно-Східній Азії в майбутньому виявиться Китай. У 1965 році Камбоджа розірвала дипломатичні відносини з США. З 1968 року в Камбоджі почалася громадянська війна. Активісти місцевої комуністичної партії («червоні кхмери») розгорнули збройну боротьбу проти уряду Сіанука. Під впливом цих подій Сіанук пішов на поступове зближення з США, що увінчалося відновленням дипломатичних відносин.

## Операція
18 березня 1969 року відбомбилися 48 стратегічних бомбардувальників B-52. Справа не обмежилася одиночним нальотом; з цього моменту почалися регулярні бомбардування тилових баз північнов'єтнамських військ в Камбоджі. Всі операція носила кодову назву «Меню», її фази називалися «Сніданок» (Breakfast, найперший наліт), «Ланч» (Lunch), «Перекус» (Snack), «Обід» (Dinner), «Вечеря» (Supper) і «Десерт» (Dessert). До операції залучалися виключно бомбардувальники B-52, тактична авіація задіяна не була. Про ці авіаудари знало дуже невелике число осіб в американській адміністрації. У прес-релізах всі вильоти на бомбардування Камбоджі подавалися як звичайні операції в Південному В'єтнамі. Ні Конгрес США, ні принц Сіанук не були повідомлені про удари.
Завіса секретності, однак, виявився не дуже міцною: вже в травні газета «Нью-Йорк Таймс» опублікувала неточну інформацію про операцію «Меню». Публікація не притягнула уваги громадськості, але змусила Річарда Ніксона віддати розпорядження про пошук джерела витоку інформації з адміністрації. Прослуховування телефону одного із співробітників Білого дому поклало початок довгому ланцюжку незаконних актів, результатом яких став Вотергейтський скандал.

## Підсумок
Навесні 1970 після повалення режиму принца Сіанука і різкої ескалації громадянської війни в Камбоджі американські війська вторглися в країну, і операція «Меню» втратила сенс — вона завершилася в травні. За рік з невеликим було скоєно 3630 бойових вильотів і скинуто 108 мільйонів кілограм бомб. З травня 1970 бомбардування Камбоджі стали відкритими і тривали до серпня 1973 під кодовою назвою «Курс свободи» (Freedom Deal) і вже з використанням тактичної авіації. Операція «Меню» перестала бути секретною в кінці 1972 року, коли майор ПС США відправив у Конгрес листа з проханням пояснити факт таємних бомбардувань нейтральної країни; слід зазначити, що в тому ж році відбувся гучний скандал з «несанкціонованими» бомбардуваннями Північного В'єтнаму, що коштував поста командувачу 7-й повітряною армією генералу Д. Д. Лавеллю. У ході слухань в комітеті у справах збройних сил були встановлені подробиці таємної операції, як і той факт, що адміністрація спробувала фальсифікувати надані Конгресу документи відносно бомбардувань. Незважаючи на це, комітет Конгресу з юридичних справ проголосував проти включення цієї фальсифікації в список звинувачень для імпічменту Ніксона.